# Klaus Brand (Fußballspieler)
Klaus Brand (* 17. April 1955) ist ein ehemaliger deutscher Fußballspieler.

## Karriere
Brand spielte von 1973 an sieben Jahre für die SpVgg Bayreuth. In der Saison 1973/74 noch in der Regionalliga Süd und ab 1974 in der 2. Bundesliga. 1980 wechselte Brand zu Bayer 05 Uerdingen. Für die Krefelder bestritt er vier Spiele in der Bundesliga-Saison 1980/81, an deren Ende Bayer in die 2. Bundesliga abstieg. Im Folgejahr spielte Brand noch fünfmal in der zweiten Liga für Bayer und erzielte dabei am vierten Spieltag ein Tor gegen seinen ehemaligen Verein aus Bayreuth.